# 13118 La Harpe
A 13118 La Harpe (ideiglenes jelöléssel 1993 UX4) a Naprendszer kisbolygóövében található aszteroida. Eric Walter Elst fedezte fel 1993. október 20-án.